# スヴェン・ヘディン
スヴェン・アンダシュ（アンデシュ）・ヘディン（スウェーデン語: Sven Anders Hedin, 1865年2月19日－1952年11月26日）は、スウェーデンの地理学者・中央アジア探検家。

## 人物・生涯
ストックホルムで建築業を営む中流家庭に生まれ、小学校の同級生には経済学者のグスタフ・カッセルや数学者のイヴァル・フレドホルムなどがいた。1902年に貴族に列せられ、1909年にイギリスより“ナイト”の称号を得る。

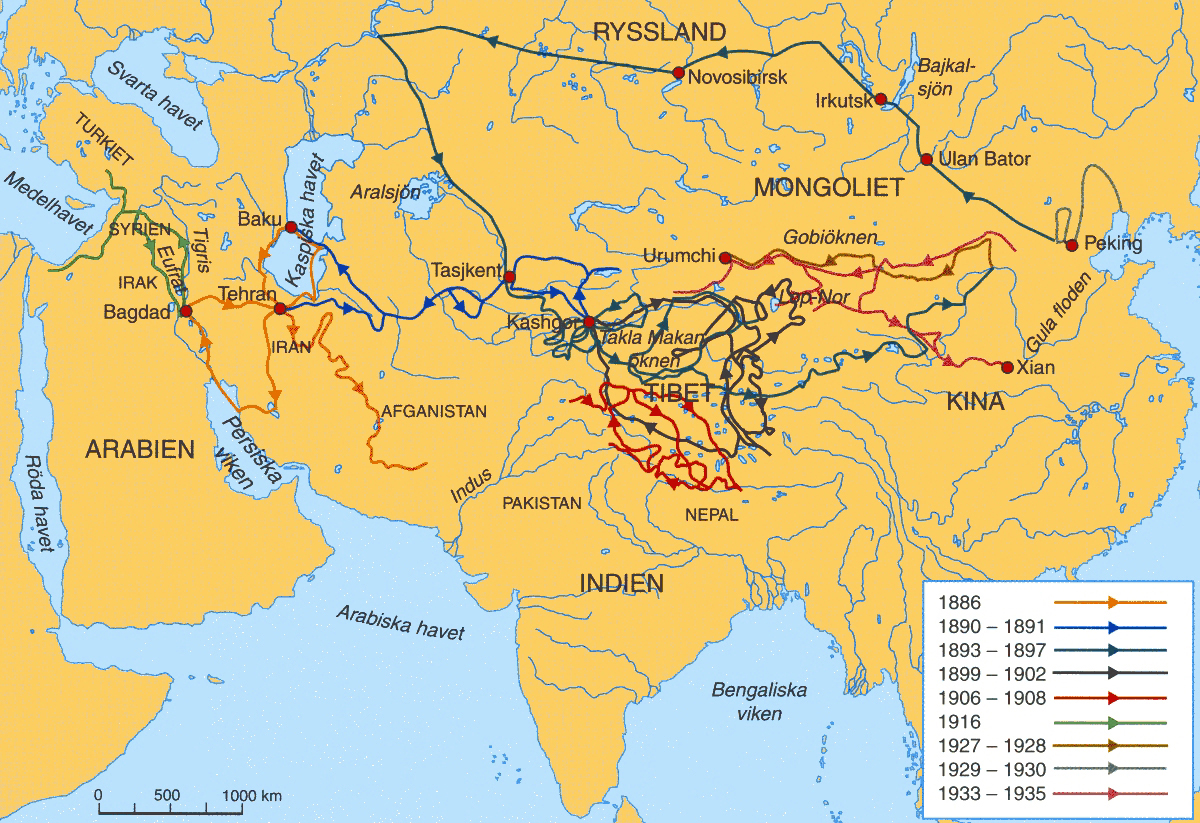
ヘディンが踏査したルート（1886 - 1935）

1879年に出版されたロシア帝国の外交団が1876年から77年にカシュガル地域を訪れた際の報告書である『カシュガリア』に影響を受けて冒険家を志す。著者は外交団の一員であり、後にロシア満州軍総司令官として日露戦争で指揮を執ることになるアレクセイ・クロパトキンであった。ヘディン自身も1890年にクロパトキンの下を訪問している。
『カシュガリア』の出版とほぼ同時期だったアドルフ・エリク・ノルデンショルドの北東航路の発見に感銘を受け、生涯師事した。ベルリン大学でシルクロードの提唱者として知られるリヒトホーフェンの指導をうけて中央アジア探検を決意し、ペルシア、メソポタミアに旅行（1885年－86年）。
スウェーデン王オスカル2世がペルシアに派遣した使節団の一員としてメルヴ、ブハラ、サマルカンド、カシュガルなどを旅行（1890年－91年）。
ロシアのオレンブルクからウラル山脈を越え、パミール高原、タクラマカン砂漠南辺、ツァイダム、青海からオルドスを横断、張家口を経て北京に到着（1893年－97年）。
1899年から1902年にかけて、タリム盆地および中部チベット湖沼地方の北部を探検した。その間、1900年に古代都市楼蘭の遺跡と干上がったロプノールの湖床を発見し、よく知られている「さまよえる湖」説を唱えるに至った。多くの文書・遺物を取得してカラコルム山脈を越え、レー・カシュミールに出て、再びカラコルム峠を越えてカシュガルに至り、フェルガナのアンディジャンに到着、ロシア経由で帰国した。
1905年、ペルシアからインドに入り、レーから西北チベットに侵入、中央チベット湖沼地帯を探検してインダス川、サトレジ川（インダス川支流）、ブラマプトラ川（ガンジス川支流）の水源地方を調査。シガツェに至ってパンチェン・ラマの歓迎を受けた。サトレジ川の河源およびヒマラヤ山脈の北にあってこれと平行し、カラコルム山脈に連なる山脈を発見し、これをトランス・ヒマラヤと名づけた。カイラス山へも訪れたが、チベット人に入山を禁じられている。これらの成功は、パトロンであるロシア皇帝ニコライ2世との個人的な友情なしには成功はなしえなかった。また、ノーベル家の援助も受け、その関わりは生涯に渡った。他に大谷探検隊で知られ、浄土真宗本願寺派法主も務めた大谷光瑞からの援助も受けていた。
1908年に帰国。1927年に西北科学考査団（英: The Sino-Swedish Expedition）を組織し、スウェーデン・ドイツ・中国の学者の協力による大規模な探検を行い、東は東蒙古の熱河地帯から西は新疆省（東トルキスタン）を越えてペルシアにおよび、南はチベット北部から北は天山に至る地域について地理、考古、生物、民族、人類学など広範囲な部門について研究を行った。新疆省の政治上の悪化と第二次世界大戦の勃発によってその予定は完全には実現されなかった。
1934年にロプノールの復活を自らの目で確かめた後、1935年に帰国したが、途上立ち寄ったドイツでアドルフ・ヒトラーの歓待（ヘディンはナチス党員ではなかったが、チベットに興味を持ち、自分の偉業を正当に評価してくれるヒトラーと親密になった）を受け、その後数回にわたってナチス幹部と接触を持ち、自国に対するドイツの動向を探った。このコネクションを使い、ユダヤ人やナチス・ドイツに占領されたノルウェーのレジスタンス活動家を救い出したこともあった。なおヘディンは、16分の1でユダヤ人の血筋（ヘディンを貶める巧妙な告発であったが、自身はこれを誇りであると偏見誹謗を一蹴した）を引いていたが、新聞紙上で台頭期のナチスを礼賛したこともあった。
これらの行動が原因で、第二次世界大戦後スウェーデン国内でヘディンは「ナチス・ドイツに協力した人物」として厳しく批判された。
1952年、ヘディンはストックホルムで没した。没する直前まで、探検に関する著述活動を行っていた。
ストックホルムの民族学博物館に、ヘディンに関するライブラリーが併設され、蔵書には彼の収集した古文書や彼自身の著作物が含まれている。また、ウプサラ大学とスウェーデン自然歴史博物館に於いても彼の探検に関する事績や採集した鉱石等が保存されている。

## 日本との関わり
- 1898年～1900年頃から大谷光瑞と交流があり、探検旅行の帰途、大谷、外務省、東京地学協会の招聘[1]で、1908年に来日し、明治天皇に謁見。日本人として初めてチベット入した河口慧海とも書簡を交している。1923年にも来日している。
- 1948年にはノーベル文学賞候補として日本の賀川豊彦を推薦していたことが、ノーベル財団が公表したノミネートリスト[5]より明らかになっている。

## 著作
主なもの
- Hedin, Sven: Die geographisch-wissenschaftlichen Ergebnisse meiner Reisen in Zentralasien  1894–97 (Ergänzungsband 28 zu Petermanns Mitteilungen), Gotha 1900.
- Scientific result of a journey in Central Asis：6巻（1899 - 1902年）・地図2巻（1904 - 07年）
- Southern Tibet, discoveres in former times compared with my own researches of 1906-1908,：9巻・地図2巻（1917 - 22年）
- History of the expedition in Asia 1927-1935：4巻（1943 - 45年）

### 日本語訳
1964年以降の主な出版。以下は白水社で刊行された全集。

#### ヘディン中央アジア探検紀行全集（全9作品・全11巻）
深田久弥、榎一雄監修、東洋文庫協力、1964-66年。
- 第1-2巻『アジアの砂漠を越えて』（上・下）横川文雄訳、1964年。全国書誌番号:49007284、全国書誌番号:49007285。
- 第3巻『チベットの冒険』鈴木武樹訳、1965年。全国書誌番号:49007286。
- 第4-5巻『トランスヒマラヤ』（上・下）青木秀男（wikidata）訳、1965年。全国書誌番号:49007287、全国書誌番号:49007288。
- 第6巻『ゴビ砂漠横断』羽鳥重雄訳、1964年。全国書誌番号:49007289。
- 第7巻『ゴビ砂漠の謎』福田宏年訳、1965年。全国書誌番号:49007290。
- 第8巻『戦乱の西域を行く』宮原朗訳、1965年。全国書誌番号:49007291。
- 第9巻『シルクロード』西義之訳、1965年。全国書誌番号:49007292。
- 第10巻『さまよえる湖』[注 2]関楠生訳、1964年。全国書誌番号:49007293。
- 第11巻『探検家としてのわが生涯』山口四郎訳、1966年。全国書誌番号:49007294。

底本となる原書は1924年に執筆、翌25年に"My Life as an Explorer"の題で出版した。

#### ヘディン探検紀行全集（全13作品・全17巻）
深田久弥、榎一雄、長澤和俊監修、1978年9月-1980年1月。上記〈ヘディン中央アジア探検紀行全集〉（以下は〈中央アジア探検〉で略記）の全9作を新装再刊、新訳・4作品（※）を加えた全集。
新装再刊版は末尾に再刊を、下記の〈スウェン・ヘディン探検記〉（以下は〈探検記〉で略記）で未再刊のものは末尾に未再刊を、明記した。
- 第1巻※『ペルシアから中央アジアへ』 金森誠也訳、1978年。ISBN 4560030510。後年の〈探検記〉では未再刊。
- 第2-3巻『アジアの砂漠を越えて』（上・下）横川文雄訳、1979年。ISBN 4560030529、ISBN 4560030537。〈中央アジア探検〉を再刊。
- 第4巻『チベットの冒険』鈴木武樹訳、1979年。ISBN 4560030545。〈中央アジア探検〉を再刊。
- 第5-6巻※『陸路インドへ』（上・下）羽鳥重雄訳、1979年。ISBN 4560030553、ISBN 4560030561。下記〈探検記〉では未再刊。
- 第7-8巻『トランスヒマラヤ』（上・下）青木秀男訳、1979年。ISBN 456003057X、ISBN 4560030588、全国書誌番号:79022215。〈中央アジア探検〉を再刊。
- 第9巻『ゴビ砂漠横断』羽鳥重雄訳、1979年。ISBN 4560030596、全国書誌番号:79032082。〈中央アジア探検〉を再刊。
- 第10巻『ゴビ砂漠の謎』福田宏年訳、1979年。ISBN 456003060X。〈中央アジア探検〉を再刊。下記〈探検記〉では未再刊。
- 第11巻※『熱河 : 皇帝の都』 斎藤明子訳、1978年。ISBN 4560030618。下記〈探検記〉では未再刊。
- 第12巻『戦乱の西域を行く』宮原朗訳、1979年。全国書誌番号:80028529。〈中央アジア探検〉を再刊。
- 第13巻『シルクロード』西義之訳、1978年。全国書誌番号:79005483。〈中央アジア探検〉を再刊。
- 第14巻『さまよえる湖』[注 2]関楠生訳、1978年。ISBN 4560030642。〈中央アジア探検〉を再刊。
- 第15巻『探検家としてのわが生涯』山口四郎訳、1979年。ISBN 4560030650。〈中央アジア探検〉の再刊。下記〈探検記〉では未再刊で、1997年に単行版で新装復刊。
- 別巻1-2巻※『カラコルム探検史』（上・下）、水野勉、雁部貞夫訳、1979-1980年。ISBN 4560030669、ISBN 4560030677。下記〈探検記〉では未再刊。

#### スウェン・ヘディン探検記（全7作品・全9巻）
カバー装、全作品が既刊全集よりの再々刊、1988-89年。
- 第1-2巻『アジアの砂漠を越えて』（上・下）横川文雄訳、1988年。ISBN 4560031258、ISBN 4560031266。
- 第3巻『楼蘭の発見とチベット行』鈴木武樹訳、1988年。ISBN 4560031274。『チベットの冒険』を改題。
- 第4-5巻『トランスヒマラヤ』（上・下）青木秀男訳、1988年。ISBN 4560031282、ISBN 4560031290。
- 第6巻『ゴビ砂漠横断』羽鳥重雄訳、1988年。ISBN 4560031304。
- 第7巻『戦乱の西域を行く』宮原朗訳、1988年。ISBN 4560031312。
- 第8巻『シルクロード』西義之訳、1989年。ISBN 4560031320。
- 第9巻『さまよえる湖』[注 2]関楠生訳、1989年。ISBN 4560031339。

#### 単行本・文庫ほか
白水社、および白水社版を底本に他社での文庫再刊（上記の全集版も含む）
- 『ヘディン素描画集』ヨースタ・モンテル（スウェーデン語版、英語版）編、金子民雄訳、白水社、1980年。全国書誌番号:80024195。
- 『戦乱の西域を行く』宮原朗訳、白水社、1980年。全国書誌番号:80028529、NCID BN08778745。
- 『シルクロード』西義之訳、白水社、1980年。全国書誌番号:80028523、NCID BN08734331。
  - 中公文庫BIBLIO、2003年。ISBN 4122041872。
- 『さまよえる湖』[注 2]関楠生訳、白水社、1980年。全国書誌番号:80028528、NCID BN02499261／新装版、2005年。ISBN 4560030456。
- 『探検家としてのわが生涯』山口四郎訳、白水社（新装復刊）、1997年。ISBN 4560030278。

#### 白水社以外の別訳版
版元・訳者が異なる
- 『さまよえる湖』[注 2]岩村忍訳、角川文庫（編訳）、1968年、復刊1989年、のち改版。
- 『さまよえる湖』[注 2]鈴木啓造訳、旺文社文庫、1975年。全国書誌番号:75083028。
  - 中公文庫BIBLIO（改訂新版）、2001年。ISBN 4122039223。
- 世界探検全集第12巻『ゴビ砂漠探検記』梅棹忠夫訳、河出書房新社、1977年。全国書誌番号:77013766。
  - 改訂新版、2023年（新版解説・椎名誠、電子書籍も刊）。ISBN 4309711928。
- 『シルクロード』福田宏年訳、岩波文庫（上・下）、1984年。ISBN 9784003345214、ISBN 9784003345221。
- 『さまよえる湖』[注 2]福田宏年訳、岩波文庫（上・下）、1990年。ISBN 9784003345238、ISBN 9784003345245。
- 『チベット遠征』金子民雄訳、中公文庫、1992年。ISBN 4122019338。
  - 中公文庫BIBLIO、2006年。ISBN 412204636X。
- 『馬仲英の逃亡』小野忍訳、中公文庫BIBLIO、2002年。ISBN 4122040159。初刊は改造社（1938年）。
- 『中央アジア探検記』岩村忍訳、グーテンベルク21（電子書籍）、2015年、新編（抄訳）。

## 受賞歴
- 1898年 - 王立地理学会より金メダル（創立者メダル）[9]（中央アジア探検の功績に対して）
- 1903年 - ヴィクトリア・メダル
- 1904年 - カラム地理学メダル
- 1925年 - コテニウス・メダル